# كريل متعادل
ايفوزي متعادل أو كريل متعادل (الاسم العلمي: Thysanopoda aequalis) هو نوع من الحيوانات البحرية يتبع جنس ايفوزي مهدب القدم من فصيلة الايفوزية.